# Kapel Eijckholt

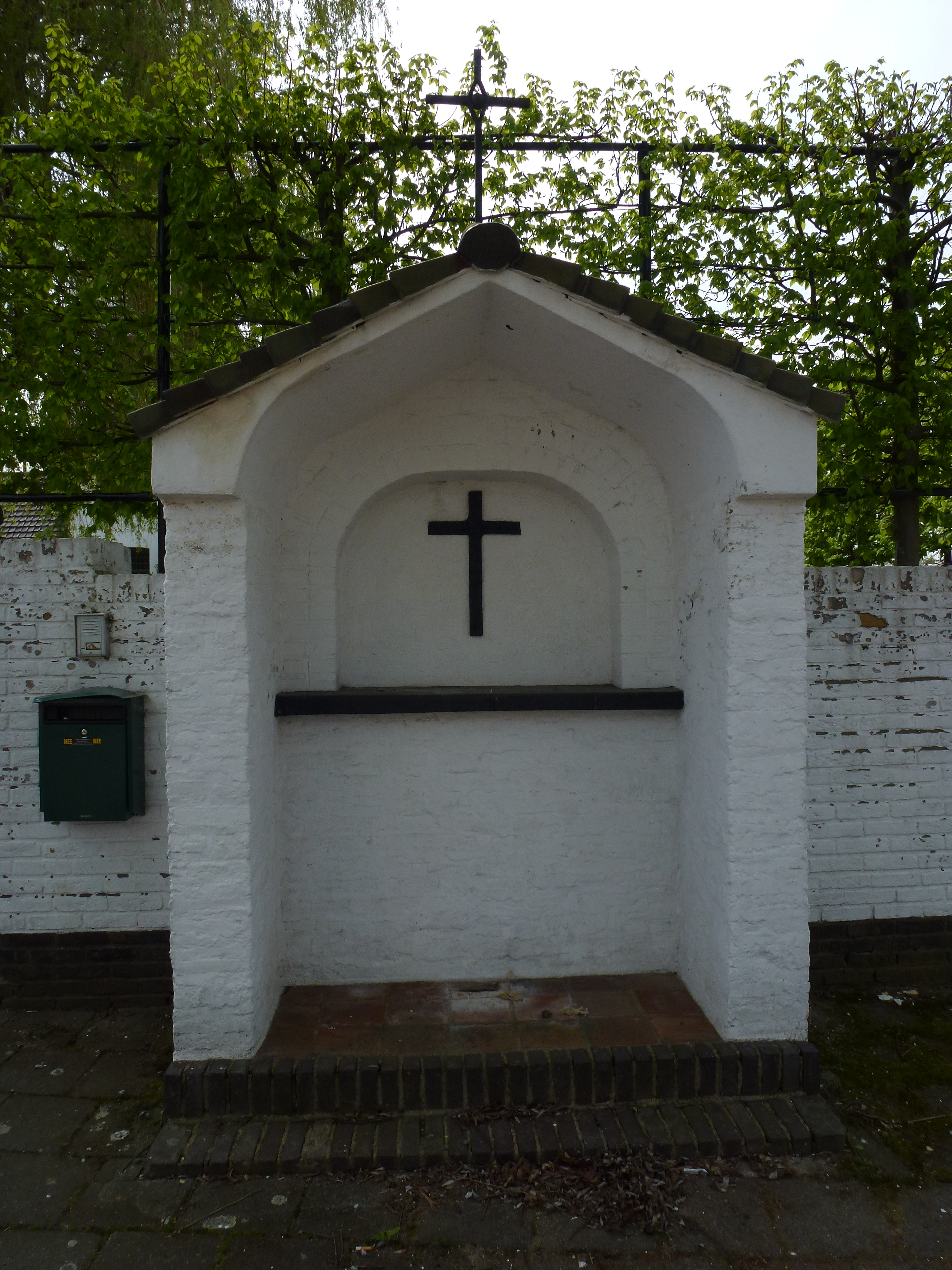
Kapel Eijckholt

De Kapel Eijckholt is een kapel in Roosteren in de Nederlandse gemeente Echt-Susteren. De kapel staat aan de Eyckholtstraat voor Kasteel Eijckholt aan de westkant van het dorp.
De kapel is gewijd aan het kruis.

## Gebouw
De wit geschilderde bakstenen kapel is opgetrokken op een rechthoekig plattegrond en wordt gedekt door een zadeldak met pannen. Aan de voorzijde is de kapel geheel open en heeft de vorm van een tudorboog.
Van binnen is de kapel eveneens uitgevoerd in wit geschilderde bakstenen. In de achterwand is een altaarblad aangebracht, waarboven zich een ondiepe boognis bevindt. Op de achterwand van de nis is een eenvoudig kruisbeeld opgehangen.